# روبرت هوت
روبرت هوت (آلمانی: Robert Huth؛ زادهٔ ۱۸ اوت ۱۹۸۴) بازیکن فوتبال پیشین اهل آلمان است.
هوت بین سال‌های ۲۰۰۴ تا ۲۰۰۹ عضو تیم ملی فوتبال آلمان بوده و در ۱۹ بازی ملی توانسته ۲ گل به ثمر برساند. او بخشی از ترکیب آلمان در جام کنفدراسیون‌ها ۲۰۰۵ و جام جهانی فوتبال ۲۰۰۶ که به مقام سوم رسید هم بوده‌است.

## افتخارات
چلسی
- لیگ برتر فوتبال انگلستان: ۰۵–۲۰۰۴، ۰۶–۲۰۰۵

استوک سیتی|استوک سیتی
- جام حذفی فوتبال انگلستان نایب قهرمان: ۲۰۱۱

لستر سیتی
- لیگ برتر فوتبال انگلستان: ۱۶–۲۰۱۵[۴]

آلمان
- جام کنفدراسیون‌ها مقام سوم: ۲۰۰۵
- جام جهانی فوتبال مقام سوم: ۲۰۰۶